# 이저
이저(李沮, ? ~ ?)는 전한 중기의 관료로, 운중군 사람이다.

## 행적
처음에 경제를 섬겼었다.
무제 치세인 원삭 5년(기원전 124년) 봄, 좌내사 이저는 강노장군(彊弩將軍)이 되어 소건 · 공손하 · 이채와 함께 거기장군 위청을 따라 흉노를 쳤다. 이후 공적을 인정받아 관내후에 봉해지고 식읍 3백 호를 받았다.
이듬해, 위청이 정양에서 출격하였다. 이저는 다시 강노장군이 되어 종군하고 흉노를 무찔렀다.

## 출전
- 사마천, 《사기》 권111 위장군표기열전

| 전임 공손홍 | 전한의 좌내사 기원전 126년 ~ 기원전 122년 | 후임 창 |